# سیارک ۱۱۳۰۲
سیارک ۱۱۳۰۲ (به انگلیسی: 11302 Rubicon، نامگذاری:1993BM5) یازده هزار و سیصد و دومین سیارک کشف شده‌است که در ۲۷ ژانویه ۱۹۹۳ کشف شد.
قدر مطلق سیارک برابر ۱۳٫۵۰ است.